# Gneisenau (thiết giáp hạm Đức)
Gneisenau là một tàu chiến lớp Scharnhorst thường được xem là một thiết giáp hạm hạng nhẹ hay một tàu chiến-tuần dương của Hải quân Đức (Kriegsmarine) hoạt động trong Chiến tranh Thế giới thứ hai. Con tàu tải trọng 31.100 tấn này là chiếc thứ ba được đặt tên theo vị tướng Phổ August von Gneisenau; sau chiếc tàu frigate lườn sắt ba cột buồm SMS Gneisenau hạ thủy năm 1879 và bị đắm năm 1900; và chiếc tàu tuần dương bọc thép thời Thế Chiến I SMS Gneisenau bị tiêu diệt trong Trận chiến quần đảo Falkland năm 1914.
Gneisenau thường tham gia tác chiến cùng chung với con tàu chị em Scharnhorst vào giai đoạn đầu của Thế Chiến II. Sau khi bị hư hại nặng bởi một cuộc ném bom của Đồng Minh vào năm 1942, nó trải qua một cuộc cải biến nâng cấp rộng rãi, tuy nhiên công việc bị ngừng lại vào năm 1943 và số phận nó kết thúc khi bị đánh chìm như một tàu ụ cản tại Gdynia vào ngày 23 tháng 3 năm 1945.

## Thiết kế và chế tạo

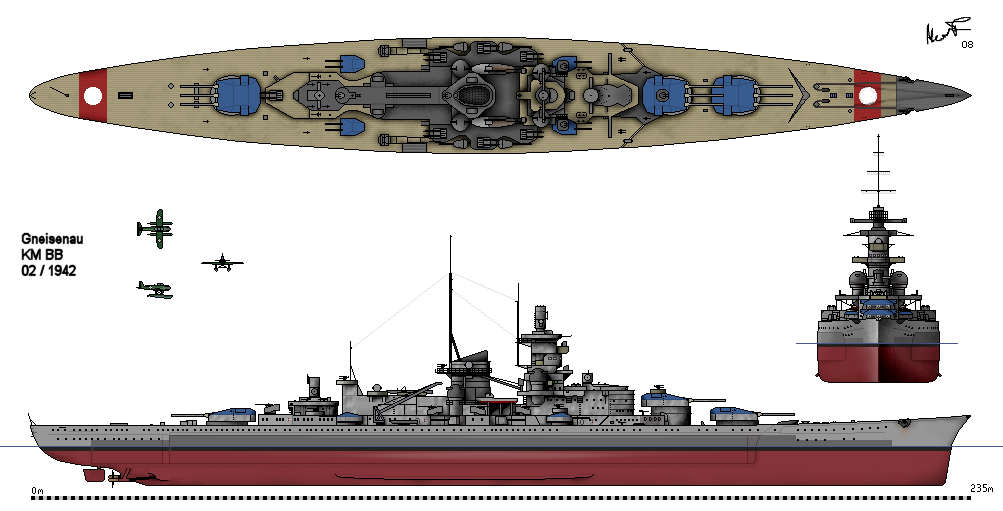
Gneisenau vào năm 1942

Gneisenau được đặt lườn vào tháng 2 năm 1934 tại xưởng tàu Deutsche Werke ở Kiel. Tuy nhiên, công việc bị trì hoãn, nó được tái thiết kế và công việc chế tạo được tiếp tục vào tháng 5 năm 1935. Khi hoàn tất, nó có tải trọng ngay bên dưới giới hạn 35.000 tấn do Hiệp ước Hải quân Washington đặt ra cho dù Đức chưa bao giờ chịu ảnh hưởng bởi hiệp ước này.
Gneisenau mang một đai giáp chính dày 350 mm (13,78 inch), so sánh được với những thiết giáp hạm hiện đại vào thời đó, và dày hơn đáng kể so với các tàu chiến-tuần dương Anh thời Thế Chiến I HMS Renown và HMS Repulse cũng như các thiết giáp hạm nhanh của Pháp Dunkerque và Strasbourg. Con tàu được trang bị dàn pháo chính gồm chín khẩu 283 mm (11,1 inch). Trong khi cỡ pháo này có tầm xa và sức mạnh xuyên thủng vỏ giáp khá tốt nhờ vào lưu tốc đầu đạn lớn, cũng như được nhiều sĩ quan cao cấp của Kriegsmarine ưa chuộng do tốc độ bắn cao; chúng không thể sánh được với cỡ pháo 380 mm (15 inch) trang bị trên phần lớn thiết giáp hạm vào thời đó. Sự lựa chọn kiểu vũ khí này là hậu quả của việc vội vã đưa các con tàu vào hoạt động, bị làm phức tạp hóa bởi các toan tính chính trị.
Sau khi kết thúc việc đàm phán Thỏa thuận Hải quân Anh-Đức vào năm 1935, Đức được phép chế tạo tàu chiến chủ lực với tải trọng lên đến 35.000 và cỡ nòng pháo tối đa 406 mm (16 inch). Vì vậy, Hitler mong muốn Scharnhorst và Gneisenau sẽ được trang bị sáu khẩu pháo 380 mm (15 inch) trên ba tháp pháo nòng đôi. Gneisenau nhanh hơn đa số tàu chiến chủ lực của Anh, cũng như được bọc giáp tốt. Tuy nhiên, vào lúc mà Gneisenau được thiết kế, cỡ pháo 380 mm vẫn chưa sẵn có cho Hải quân Đức, việc phát triển và chế tạo tháp pháo 380 mm nòng đôi sẽ làm trì hoãn ít nhất hai năm, trong khi Hitler mong muốn có các tàu chiến chủ lực càng sớm càng tốt để đáp ứng những ý tưởng chính trị của mình. Hitler cũng được nhắc nhở rằng, mặc dù được cho phép trong Thỏa thuận, người Anh trong lịch sử tỏ ra nhạy cảm đối với việc tăng cỡ nòng pháo chính trên các tàu chiến chủ lực Đức. Vì những lý do chính trị, người ta quyết định tiếp tục trang bị pháo 283 mm cho nó, với sự chuẩn bị rằng các con tàu có thể nâng cấp lên cỡ pháo 380 mm vào cơ hội sớm nhất có thể. Do những ưu tiên và thúc ép mà Thế Chiến II đặt ra, Gneisenau giữ lại các khẩu pháo 283 mm (11,1 inch) của nó trong suốt cuộc đời hoạt động.
Gneisenau là một con tàu đẹp; nó cùng với con tàu chị em Scharnhorst nói chung được xem là thiết kế tàu chiến Đức thành công nhất vào thời đó. Lời chỉ trích chính trong thiết kế là phần nổi tương đối thấp, khiến chúng thường bị "ướt" khi biển động. Điều này đã đưa đến việc cải tiến đường nét suông thẳng và việc trang bị một "mũi tàu Đại Tây Dương" trong đợt tái trang bị vào mùa Đông năm 1938. Nó tiến hành các đợt chạy thử máy và huấn luyện chiến trận trên Đại Tây Dương trong tháng 8–tháng 11 năm 1938.

## Lịch sử hoạt động

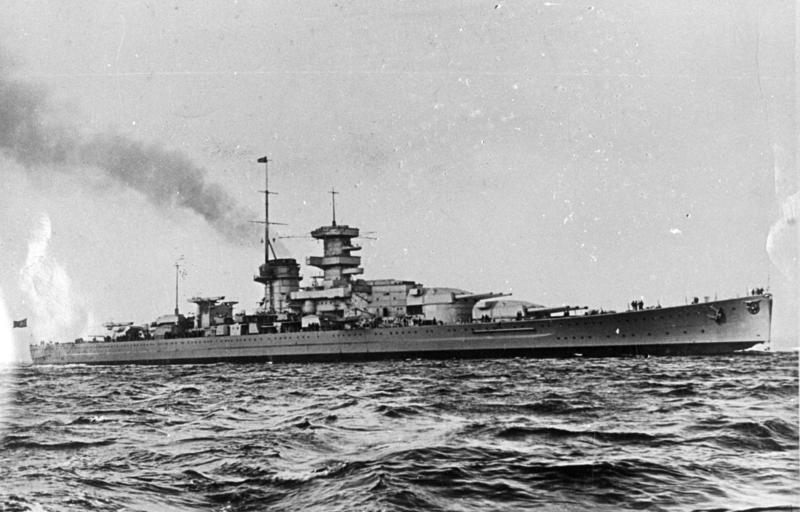
Gneisenau vào năm 1938

Gneisenau thường hoạt động cùng chung với con tàu chị em Scharnhorst, và hai con tàu này bị đặt biệt danh "chị em xấu xí" (ugly sisters) do việc chúng thường hoạt động rình rập chung với nhau, cũng như sự phá hoại mà chúng gây ra cho tàu bè Anh. Vào ngày 9 tháng 9 năm 1939, sáu ngày sau khi chiến tranh được tuyên bố, Gneisenau bị máy bay Không quân Hoàng gia Anh tấn công tại Brunsbüttelkoog nhưng không bị thiệt hại. Vào ngày 8 tháng 10, nó di chuyển cùng với tàu tuần dương Köln và 9 tàu khu trục để nghi binh đối phó lại lực lượng Đồng Minh đang săn lùng thiết giáp hạm bỏ túi Deutschland.

### Chiến tranh giả mạo
Cùng với Scharnhorst, Gneisenau đã thực hiến chuyến đi vượt qua eo biển giữa Iceland và quần đảo Faroe kéo dài trong sáu ngày từ 21 đến 27 tháng 11 năm 1939, khi chúng đã đánh chìm tàu buôn tuần dương vũ trang Anh HMS Rawalpindi, cho dù nạn nhân của chúng đã kháng cự kiên cường. Thuyền trưởng của Rawalpindi, Đại tá Hải quân, Edward Coverley Kennedy (cha của nhà sử học hải quân Ludovic Kennedy), đã nhìn thấy một tàu chiến lớn vào lúc khoảng 15 giờ 30 phút, mà Kennedy nhận định là chiếc thiết giáp hạm bỏ túi Deutschland. Trông thấy một tàu chiến lớn khác, Kennedy nghĩ rằng đó là một tàu tuần dương hạng nặng của Anh, hy vọng sẽ là vị cứu tinh của Rawalpindi, vì vậy ông đã bỏ qua những phát pháo cảnh báo của Scharnhorst. Không may thay, con tàu được trông thấy lại là Gneisenau, và Kennedy nhận ra đã bị bao vây. Trận chiến sau đó chỉ diễn ra trong vòng 15 phút. Scharnhorst cuối cùng đánh chìm con tàu, làm thiệt mạng 238 người trong đó có Kennedy. Hải đội Đức đã dừng lại để cứu vớt 38 người sống sót trên mặt biển giá lạnh. Các chỉ huy Đức trên cả Gneisenau và Scharnhorst đều tán dương sự dũng cảm của thuyền trưởng và thủy thủ đối phương. Sau đó Gneisenau bị hư hại đáng kể trong một cơn bão.

### Chiến dịch Weserübung
Vào tháng 4 năm 1940, Scharnhorst và Gneisenau đã hỗ trợ cho cuộc tấn công chiếm đóng Narvik và Trondheim tại Na Uy, và đã đụng độ với tàu chiến-tuần dương Anh HMS Renown; Gneisenau bị hư hại tháp pháo phía trước và bộ điều khiển hỏa lực trong trận này trước khi hai chiếc tàu chiến Đức rút ra khỏi trận chiến. Ngày 5 tháng 5, nó làm kích nổ một quả thủy lôi từ tính ở khoảng cách 21 m ở phía đuôi mạn trái, bị hư hại do sức ép, làm ngập nước và mất lái trong 18 phút; việc sửa chữa hoàn tất vào ngày 21 tháng 5 tại Kiel. Khi Anh triệt thoái khỏi Na Uy vào ngày 8 tháng 6, nó cùng với Scharnhorst đã bất ngờ tấn công và đánh chìm chiếc tàu sân bay cũ của Anh HMS Glorious cùng hai tàu khu trục theo hộ tống HMS Acasta và Ardent. Trong trận này, Acasta trước khi chìm đã đánh trúng Scharnhorst một quả ngư lôi vào mạn phải ngang với tháp pháo "Caesar" gây ngập nước đáng kể.
Gneisenau trúng phải ngư lôi của HMS Clyde tại Bắc Đại Tây Dương vào tháng 6 và bị buộc phải quay về cảng Trondheim, Na Uy, để sửa chữa.

### Thoát ra Đại Tây Dương
Sau những sửa chữa, lại gia nhập cùng Scharnhorst trong chiến dịch đánh cướp tàu buôn thành công nhất của chúng, Chiến dịch Berlin, từ tháng 1 đến tháng 3 năm 1941, khi Gneisenau đánh chìm 14 tàu và Scharnhorst đánh chìm 8, hầu hết là từ những đoàn tàu vận tải không được hộ tống. Chúng né tránh các thiết giáp hạm Anh hoạt động như là tàu hộ tống cho các đoàn tàu vận tải.
Hai con tàu chị em từ Đại Tây Dương quay trở về cảng Brest, Pháp, và bắt đầu chuẩn bị cho đợt hoạt động tiếp theo. Gneisenau đi vào ụ tàu thực hiện những sửa chữa nhỏ. Vào đầu tháng 4 năm 1941, một quả bom không phát nổ, được ném trong các cuộc không kích gần như liên tục của máy bay ném bom thuộc Bộ chỉ huy Ném bom Không quân Hoàng gia nhắm vào các con tàu, đã buộc Gneisenau phải rời khỏi ụ tàu neo đậu trong cảng. Phi đội 22 Không quân Hoàng gia Anh, một đơn vị thuộc Bộ chỉ huy Duyên hải đặt căn cứ tại St. Eval được gửi đến để tấn công Gneisenau. Kết quả là Gneisenau bị trúng ngư lôi vào ngày 6 tháng 4 năm 1941 bởi một chiếc Bristol Beaufort do Trung úy Kenneth Campbell điều khiển. Gneiseau bị hư hại nặng và phải quay trở vào ụ tàu, để lại bị hư hại thêm bởi bốn quả bom ném từ máy bay trong đêm 9-10 tháng 4. Nó được sửa chữa tại Brest cho đến tháng 12 năm 1941.

### Vượt qua eo biển Anh Quốc
Vào năm 1942, Gneisenau và Scharnhorst, được tháp tùng bởi tàu tuần dương hạng nặng Prinz Eugen và một lực lượng hộ tống gồm tàu khu trục và tàu phóng lôi, đã thực hiện chuyến đi mang mật danh Chiến dịch Cerberus, để băng qua eo biển Anh Quốc ngay giữa ban ngày nhằm quay trở về Đức. Cả ba chiếc tàu chiến hạng nặng đều tránh được thiệt hại trong các cuộc tấn công mãnh liệt từ trên không và mặt biển diễn ra sau đó. Gneisenau và Prinz Eugen đã gây hư hại nặng cho tàu khu trục HMS Worcester. Nhiều loạt đạn của Gneisenau đã phá hủy mạn phải của cầu tàu cùng các phòng nồi hơi số 1 và số 2; Prinz Eugen cũng bắn trúng chiếc tàu khu trục bốn lần, khiến nó bốc cháy. Sau đó Gneisenau trúng phải một quả thủy lôi ngoài khơi Terschelling, Hà Lan, buộc phải được sửa chữa tại Kiel.

### Không kích Kiel
Trong khi đang ở trong ụ tàu để sửa chữa những hư hại gây ra bởi mìn, nó trở thành mục tiêu của một cuộc không kích lớn vào ngày 26–27 tháng 2 năm 1942, được thực hiện bởi 178 máy bay ném bom Không quân Hoàng gia Anh, và Gneisenau bị đánh trúng vào mũi tàu. Trái ngược với thực hành thông thường, đạn dược đã không được chất dỡ khỏi tàu khi nằm trong ụ tàu, cho dù công việc sửa chữa không thể hoàn tất trong vòng hai tuần. Đám cháy phát sinh đã gây ra một vụ nổ lớn làm hủy hoại toàn bộ phần mũi tàu. Sau khi được sửa chữa mũi tàu khẩn cấp, Gneisenau di chuyển bằng chính động lực của nó đến Gotenhafen, nơi nó được cho ngừng hoạt động để tái cấu trúc toàn bộ.

### Tái cấu trúc – Bỏ xó – Đánh chìm
Cho dù một số công việc tại xưởng tàu đã được thực hiện từ năm 1942 đến năm 1944 để tái cấu trúc, Gneisenau được rút hoàn toàn khỏi phục vụ vào tháng 7 năm 1943 nhằm cho phép thay thế các khẩu pháo chính 28,3 cm (11,1 inch) của nó bằng các tháp pháo 38 cm (15 inch) SK C/34 nòng đôi. Ngoài ra, người ta còn dự định kéo dài mũi tàu thêm 10 m, với mũi tàu dạng góc nhọn cao gần đến sàn tàu trên và loại bỏ mũi tàu bầu. Thay đổi này là cần thiết nhằm hiệu chỉnh lại mớn nước và kiểu dáng, và do sự thay đổi của dàn vũ khí. Do thêm nhiều trọng lượng được chất lên khi tái cấu trúc, con tàu bị mất đi nhiều phần nổi, và với tải trọng hoạt động trong thời chiến, mép trên của đai giáp chỉ cao hơn 1,2 m đối với mực nước. Việc khảo sát cũng được thực hiện nhằm xem khả năng đưa Gneisenau quay trở lại tầm nước ban đầu bằng cách gia tăng độ rộng mạn thuyền.
Cho dù một số nguồn có đề cập đến việc thay thế dàn pháo hạng hai 15 cm và 10,5 cm của Gneisenau bằng 11 tháp pháo 128 mm nòng đôi kín, điều này có thể đã không được đặt ra. Mọi khẩu pháo cỡ trung có thể đã được giữ lại, chỉ có thành phần và số lượng của vũ khí phòng không 20 mm được tăng cường do nhu cầu của thời chiến.
Sau việc chiếc Scharnhorst bị đánh chìm vào tháng 12 năm 1943, mọi công việc trên chiếc Gneisenau bị hủy bỏ. Nó kết thúc cuộc chiến tranh như một tàu ụ cản, bị đánh chìm tại cảng Gotenhafen vào ngày 23 tháng 3 năm 1945. Nó được người Ba Lan trục vớt và tháo dỡ sau chiến tranh.

## Những hình ảnh

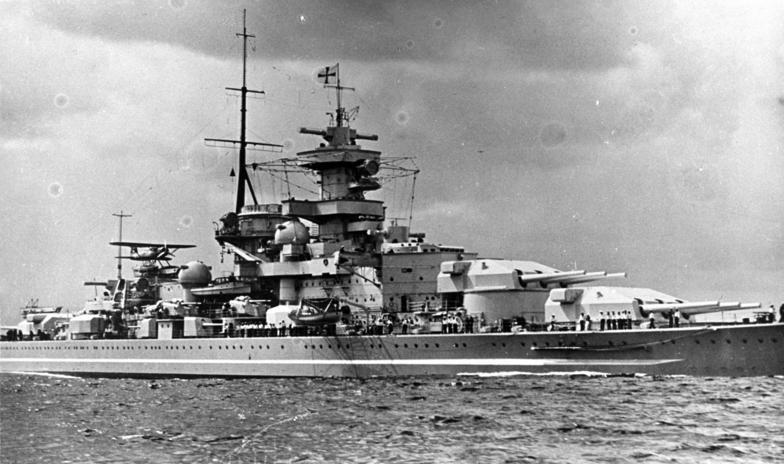
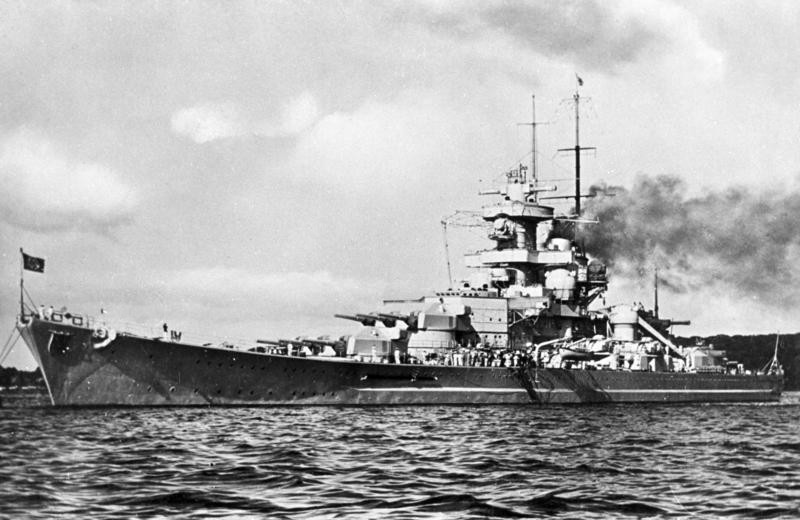
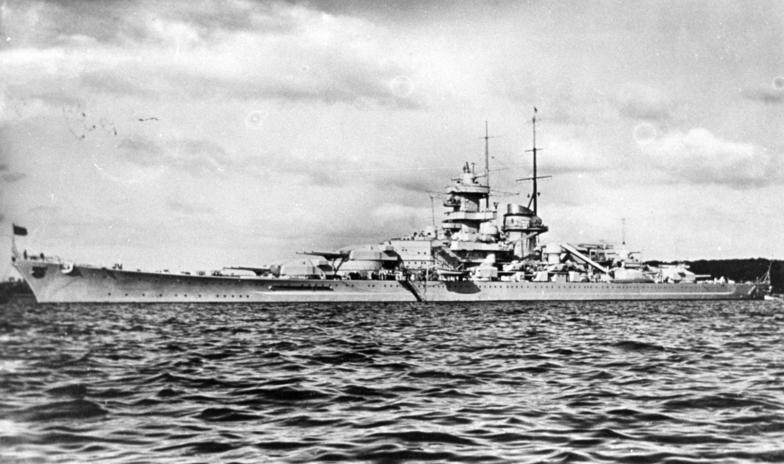
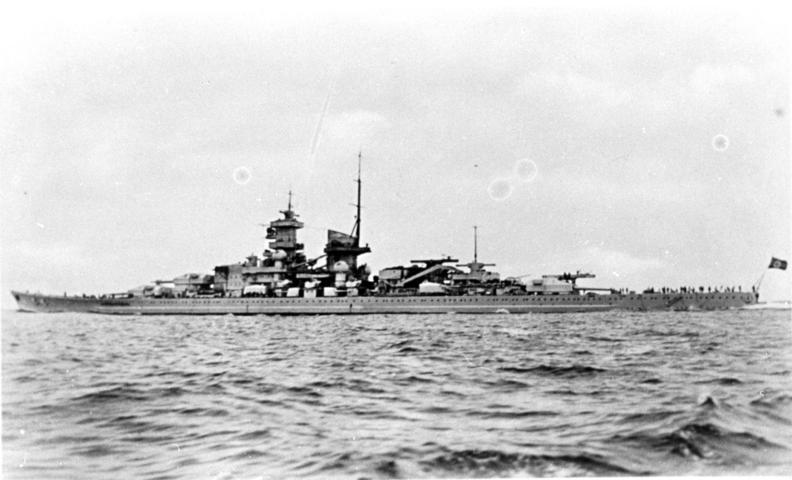

## Những di sản sau chiến tranh
Một trong các khẩu pháo 38 cm dự định cho việc tái vũ trang nó hiện vẫn còn tại bảo tàng Hanstholm ở Đan Mạch. Khẩu pháo này là một phần của kế hoạch pháo phòng thủ duyên hải "Tirpitz" của Đức tại Oksby, Đan Mạch, gần ngọn hải đăng Blåvand ở bờ biển Tây Nam Jylland; những khẩu 38 cm ban đầu tại Hanstholm (số 70, 71, 74 và 75) đã bị phá hủy trong những năm 1950. Các khẩu pháo 28 cm của tháp pháo Anton được tháo dỡ và gửi đến Hà Lan để sử dụng tại đây; các tháp pháo Bruno và Ceasar cùng những khẩu pháo của chúng được gửi đến Na Uy dùng làm pháo phòng thủ duyên hải.

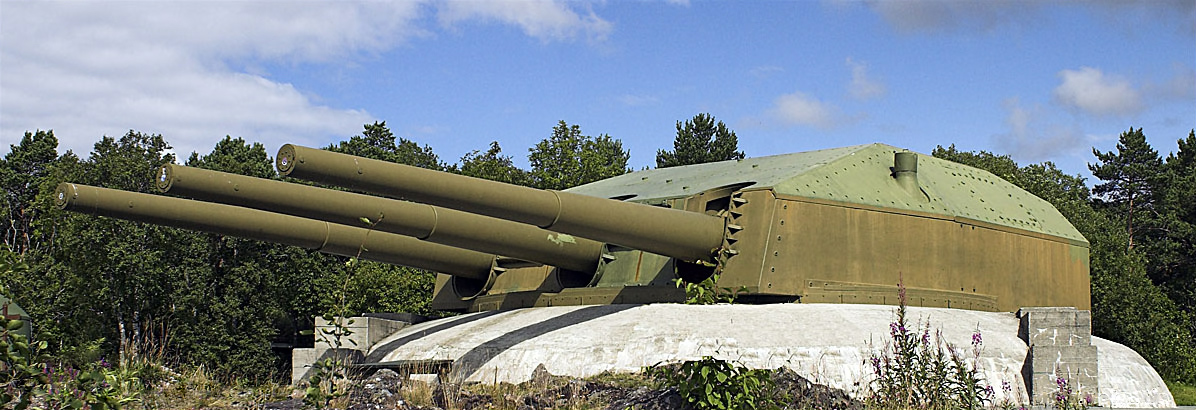
Tháp pháo Ceasar của Gneisenau tại Na Uy.

Tháp pháo chính phía sau Ceasar được cải biến thành một khẩu đội pháo duyên hải tại pháo đài "Austråt" ở Ørland gần Trondheim, Na Uy, và hiện vẫn còn tồn tại như một bảo tàng. Tháp pháo thứ hai tên Bruno được đặt tại một khẩu đội pháo duyên hải ở pháo đài Fjell gần Bergen; chỉ còn lại bệ bằng bê tông cho dù đã bị thay đổi nhiều. Tại Đan Mạch, ở pháo đài "Stevnsfort" trước đây gần Rødvig, hai tháp pháo nòng đôi 15 cm từ dàn pháo hạng hai của nó vẫn còn tồn tại. Tại Hà Lan, một phần của tháp pháo Anton hiện đang được trưng bày tại "Pháo đài Stichting" trước đây ở Hoek Van Holland.